# 札幌もみじ台通り魔殺人事件
札幌もみじ台通り魔殺人事件（さっぽろもみじだいとおりまさつじんじけん）とは、1985年（昭和60年）9月2日に北海道札幌市で女子中学生が刺殺された通り魔事件。

## 事件概要
1985年（昭和60年）9月2日午後6時45分ごろ、札幌市白石区（現・厚別区）もみじ台ショッピングセンター正面出入り口付近で、市内中学校に通うA(15)が、包丁で胸や腹を刺されて死亡した。同6日、近くに住む無職B(42)が殺人容疑で逮捕された。Bには10年ほど前から精神分裂病（当時の表記）で治療中であった。鑑定留置の結果、犯行当時は心神喪失状態で、不起訴処分となった。

## 犯人
犯人Bは札幌市内の中学を卒業後、木彫りの見習いをしていたが、その後は札幌市内や本州で土木作業員など職を転々としていたが、事件の頃には仕事はせずに母親から小遣いをもらう生活をしていた。1964年（昭和39年）に札幌市でタクシー強盗を起こし逮捕され、懲役3年の実刑を受けるなど、前科前歴が5回あった。10年程前から精神分裂病を罹患し、数回の入退院を繰り返し、1980年（昭和55年）から通院治療を受けていた。事件当日は「女の子を刺せば気が晴れるだろう」と思い犯行におよんだ。

## 事件
Bは事件の直前にショッピングセンター内の店舗で包丁を購入すると、正面出入口に向かい包装を解いた。数メートル前に買い物を終えて歩いていたA子をみつけると、建物から出た辺りで後ろから近付き腕をつかんだ。A子は振り返るといきなり胸や腹を刺され、2-3メートルよろめいて倒れた。凶器の包丁は腹に根元まで刺さった状態で、柄は抜けて側に落ちていた。司法解剖で死因は心臓に達する刺傷による失血死であった。Bはすぐに逃走し、自宅に籠もっていたが、凶器に付いていた指紋が過去に起こした強盗事件で採取されていた指紋と一致したこと、目撃証言などから捜査線上に上がり、9月5日に殺人容疑で逮捕された。

## 逮捕後の経過
同9月7日にBは送検された。逮捕後にBは「頭にテレパシーが走った。二、三日前から頭がくしゃくしゃしていた。女の子でも刺せば気が晴れるだろう」と供述。同9月19日、札幌地検はBの精神鑑定が必要と判断し、二ヶ月の鑑定留置を請求し、札幌地裁に認められた。同11月７日、精神鑑定の結果、犯行当時、Bは心神喪失で、責任能力なしと判断され、不起訴となった。同日、Bに対し心神喪失者医療特措法に基づく措置入院の手続きがとられた。

## 参考資料
1. 1 2  『北海道新聞』1985年9月3日朝刊「中年男、女子中生を刺殺、通り魔的な犯行」
2. 1 2 3  『北海道新聞』1985年9月6日朝刊「女子中生殺し逮捕、近所の無職中年男、ムシャクシャして犯行」
3. 1 2  『北海道新聞』1985年11月8日朝刊「女子中生殺し不起訴、犯行当時は心神喪失、被疑者を措置入院」
4. ↑  『北海道新聞』1985年9月20日朝刊「鑑定留置認められる」